# Jack Bobridge
Jack Bobridge, född 13 juli 1989 i Adelaide, Australien, är en australisk cyklist som tog OS-silver i lagförföljelsen vid de olympiska cyklingstävlingarna 2012 i London. Han tog också silver i lagförföljelse vid de olympiska cyklingstävlingarna 2016 i Rio de Janeiro.